# Order Lenina
Order Lenina (ros. Орден Ленина) – najwyższe odznaczenie państwowe (order) ZSRR.
Został ustanowiony postanowieniem Prezydium Centralnego Komitetu Wykonawczego (CIK) ZSRR z 6 kwietnia 1930 roku. Upamiętniał postać przywódcy rewolucji październikowej i twórcy Rosji radzieckiej Włodzimierza Lenina. Statut Orderu redagowano i zmieniano kilkakrotnie. Order był jednostopniowy.
Wyższym radzieckim odznaczeniem bojowym był Order „Zwycięstwo”, lecz nadawano go jedynie za II wojnę światową, dlatego nie jest uwzględniany w ogólnym starszeństwie radzieckich orderów i odznaczeń.

## Zasady nadawania
Order Lenina mógł być nadawany osobom, kolektywom, instytucjom, organizacjom społecznym, stowarzyszeniom, jednostkom wojskowym, okrętom wojennym, republikom związkowym i autonomicznym ZSRR, jednostkom podziału terytorialnego (krajom, obwodom, okręgom, rejonom), miastom i innym miejscowościom. Osoby były nagradzane Orderem za szczególnie wybitne zasługi w obronie socjalistycznej ojczyzny, wzmocnieniu obronności ZSRR, rozwijaniu przyjaźni i współpracy między narodami, wzmacnianiu pokoju, ofiarną pracę i inne szczególnie wybitne zasługi dla państwa.
Order Lenina otrzymywały także osoby uhonorowane tytułem Bohater Związku Radzieckiego lub Bohater Pracy Socjalistycznej.
W projektowaniu odznaki uczestniczyli malarz Iwan Dubasow i rzeźbiarz Iwan Szadr (Dubasow sam został później nagrodzony Orderem).
Do 1953 roku order wykonywano ze złota, a popiersie Lenina z platyny.

## Osoby odznaczone Orderem
Niektóre osoby były nagradzane Orderem Lenina więcej niż jeden raz. Jedenastokrotnie Orderem Lenina zostali odznaczeni: długoletni minister handlu zagranicznego ZSRR Nikołaj Patoliczew oraz minister obrony ZSRR marszałek Związku Radzieckiego Dmitrij Ustinow, dziesięciokrotnie – konstruktor samolotów, generał pułkownik lotnictwa Aleksandr Jakowlew, dziewięcioma Orderami byli nagrodzeni: gen. płk Piotr Diemientjew, generał pułkownik Wasilij Riabikow i badacz polarny Iwan Papanin; ośmioma – 4. Sekretarz Generalny KPZR Leonid Breżniew, generał armii Paweł Batow, marszałek Związku Radzieckiego Aleksandr Wasilewski i marszałek Związku Radzieckiego Wasilij Sokołowski; siedmioma – marszałek Związku Radzieckiego Iwan Bagramian, marszałek Związku Radzieckiego Siemion Budionny, admirał Siergiej Gorszkow, marszałek Związku Radzieckiego i Polski Konstanty Rokossowski; sześcioma – marszałek Związku Radzieckiego Gieorgij Żukow.
Orderem Lenina byli też odznaczeni m.in. światowi przywódcy komunistyczni: Georgi Dimitrow, Dolores Ibarruri, Hồ Chí Minh, Josip Broz Tito, Fidel Castro, Jumdżaagijn Cedenbal (trzykrotnie), Nicolae Ceaușescu (dwukrotnie), Erich Honecker (dwukrotnie), Heinz Hoffmann (dwukrotnie), Gustáv Husák (czterokrotnie), János Kádár (dwukrotnie), Ludvík Svoboda (dwukrotnie), Willi Stoph, Walter Ulbricht, Todor Żiwkow (trzykrotnie), Edward Gierek (1973), Władysław Gomułka (1970) i Wojciech Jaruzelski (dwukrotnie).
W 1967 Orderem Lenina zostało odznaczonych 11 obywateli polskich: Kazimierz Bardyszewski, Stefan Konieczniak, Grzegorz Konopko, Piotr Kupidłowski, Andrzej Krzyżanowski, Bronisław Lenczewski, Jakub Martyniuk, Czesław Maciejewski, Jan Mizerkiewicz, Bonifacy Obiedziński, Władysław Próchniak. W październiku 1968 z okazji XXV-lecia LWP Orderem Lenina odznaczono dużą grupę generałów ludowego Wojska Polskiego. Order otrzymali m.in. marszałek Polski Marian Spychalski oraz generałowie: Wojciech Jaruzelski, Bolesław Chocha, Grzegorz Korczyński, Tadeusz Tuczapski, Józef Urbanowicz, Zygmunt Huszcza, Eugeniusz Molczyk, Jan Raczkowski, Florian Siwicki, Czesław Waryszak, Adam Czaplewski oraz wiceadmirał Zdzisław Studziński. Wśród nagrodzonych były także osoby cywilne m.in. Zofia Dzierżyńska – żona Feliksa Dzierżyńskiego, a także polski aktor, wielokrotnie wcielający się w rolę Lenina w teatrze i na ekranie, Ignacy Machowski.
Jako pierwsi cudzoziemcy zostali odznaczeni 10 września 1934 dwaj amerykańscy lotnicy (mechanicy samolotowi), biorący udział w ratowaniu statku „Czeluskin”.
Łącznie do momentu rozpadu ZSRR nadano 431 418 Orderów Lenina.

## Organizacje odznaczone Orderem
Pierwszym Orderem Lenina została udekorowana gazeta „Komsomolskaja prawda” 23 maja 1930 za organizację socjalistycznego współzawodnictwa kolektywów młodzieżowych podczas pierwszego planu pięcioletniego i w pięciolecie powstania gazety.